# Завал (Новгородская область)
Зава́л — деревня в Новгородском муниципальном районе Новгородской области, входит в состав Борковского сельского поселения.

## Географическое положение
Деревня расположена в новгородском Поозерье, на правом берегу реки Веряжа в 3 км от места её впадения в озеро Ильмень. Ближайшие населённые пункты: деревни Сергово, Сельцо, Горошково (на противоположном берегу Веряжи).

## Население
| 2009 | 2010 |
| ---- | ---- |
| 96   | ↘84  |

## История
Завал впервые упоминается в писцовой книге 1498 года. В то время село принадлежало новгородскому владыке и насчитывало 13 дворов. В начале XX века в селе проживало уже 673 человека и имелось 144 двора.
В деревне сохранилась ветряная мельница 1924 года, построенная местными жителями Михаилом Павловым и его сыном Иваном. Мельница работала до 60-х годов прошлого столетия и впоследствии была сохранена как памятник. В 1974 году она была реставрирована. В 1977 году в мельнице открылся небольшой музей по истории здешних мест.
В 1934 году в деревне был образован колхоз «Красный Завал». Кроме сельского хозяйства, колхоз занимался рыбной ловлей. Бригада рыболовов насчитывала 82 человека, а колхозная «флотилия» — 42 лодки.
До весны 2010 года деревня входила в состав ныне упразднённого Серговского сельского поселения

## Достопримечательности

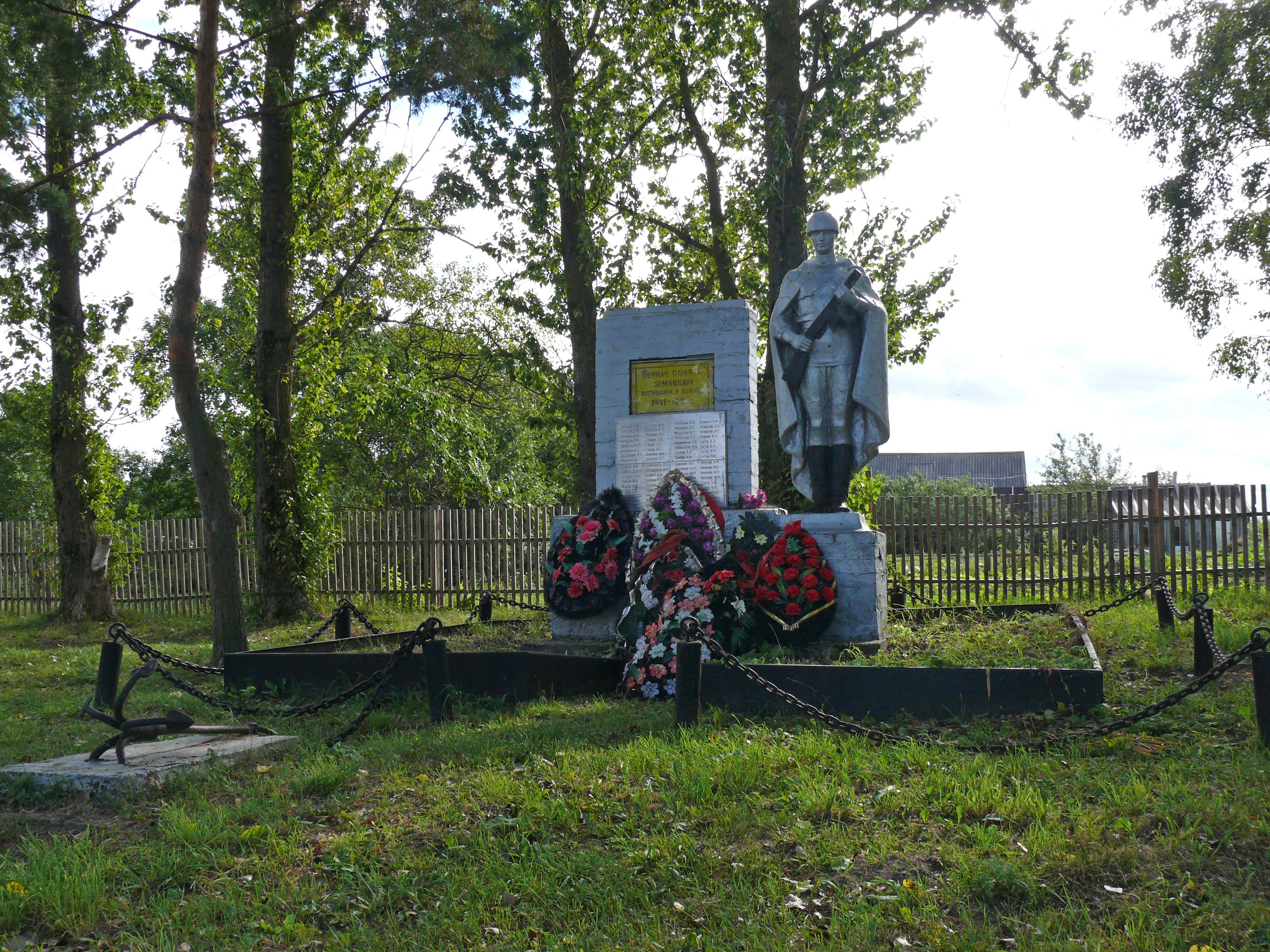
Братское захоронение

Напротив деревни, на островке посреди русла Веряжи археологами было найдено раннеславянское городище, названное Сергов Городок. Предполагается, что Сергов Городок выполнял функции своеобразной крепости для защиты Веряжи от проникновения со стороны Ильменя. Сходные городища с мощными кольцевыми валами на низких местах, мысах или островах хорошо известны у западных славян.
Рядом с центральным перекрёстком деревни расположено братское захоронение воинов, погибших в окрестностях деревни во время Великой Отечественной войны. На металлических табличках памятника указаны имена 62 военнослужащих.

## Люди, связанные с деревней
- Андрианов, Николай Михайлович (1920—1990) — житель деревни, председатель колхоза «Искра» (1955—1986), ветеран Великой Отечественной войны, Герой Социалистического Труда (1973), Почётный гражданин «Новгородского района».